# ألفونس بوستن

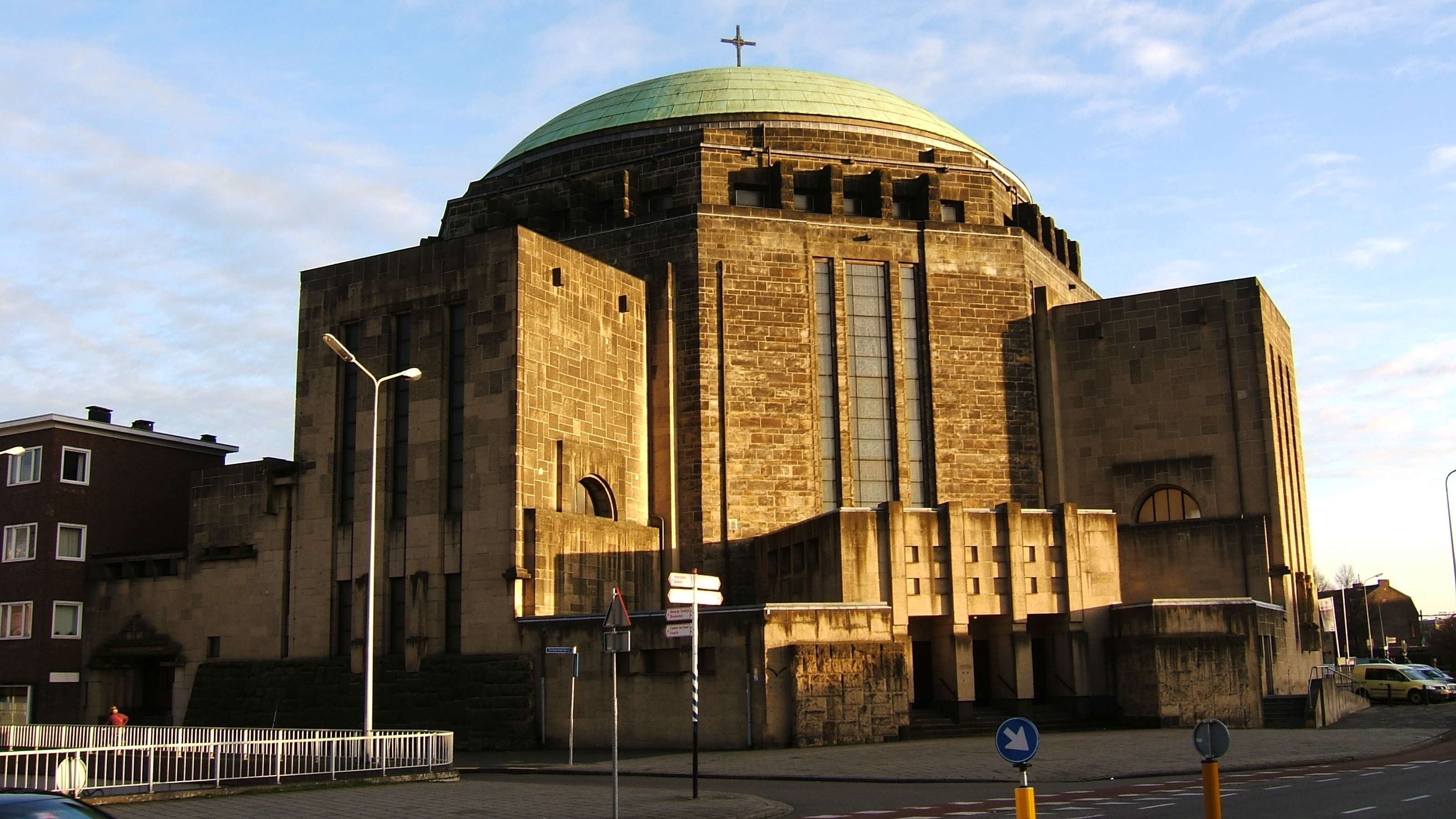
كوبلكيرك ("كنيسة القبة") من القلب المقدس يسوع، ماستريخت

ألفونس بوستن (بالهولندية: Alphons Boosten)‏ (20 يناير 1893، ماستريخت - 2 يناير 1951) كان مهندساً معمارياً هولندياً، الذي كانت معظم أعماله في مقاطعة ليمبورخ. وتشمل أعماله عدة مجمعات سكنية كبيرة وأكثر من عشرين كنيسة.